# Hamish Bond
Hamish Byron Bond (født 13. februar 1986 i Dunedin, New Zealand) er en newzealandsk roer og cykelrytter, tredobbelt olympisk guldvinder og ottedobbelt verdensmester.
Bond vandt guld i toer uden styrmand ved både OL 2012 i London og OL 2016 i Rio de Janeiro, begge gange som makker til Eric Murray. Ved OL 2020 i Tokyo vandt han sin tredje OL-guldmedalje, denne gang som del af newzealændernes otter. Han deltog også ved OL 2008 i Beijing, som del af den newzealandske firer uden styrmand, der endte på 7. pladsen.
Bond og Murray vandt desuden intet mindre end otte VM-guldmedaljer gennem karrieren, syv i toer uden styrmand og én i toer med styrmand.
I 2017 annoncerede Bond at han ville sætte sin ro-karriere på pause og forsøge sig som elite-cykelrytter. Han vandt bronze ved de newzealandske mesterskaber i enkeltstart i 2017, og deltog samme år ved VM-enkeltstarten i Oslo, hvor han blev nr. 39.

## Resultater

### OL-medaljer
- 2012:  Guld i toer uden styrmand
- 2016:  Guld i toer uden styrmand
- 2020:  Guld i otter

### VM-medaljer
- VM i roning 2007:  Guld i toer uden styrmand
- VM i roning 2009:  Guld i toer uden styrmand
- VM i roning 2010:  Guld i toer uden styrmand
- VM i roning 2011:  Guld i toer uden styrmand
- VM i roning 2013:  Guld i toer uden styrmand
- VM i roning 2014:  Guld i toer med styrmand
- VM i roning 2014:  Guld i toer uden styrmand
- VM i roning 2015:  Guld i toer uden styrmand